# Eumelea australiensis
Eumelea australiensis là một loài bướm đêm trong họ Geometridae.